# Marcon
Marcon település Olaszországban, Veneto régióban, Velence megyében. Lakosainak száma 17 594 fő (2023. január 1.). Marcon Quarto d'Altino, Mogliano Veneto és Velence községekkel határos.

## Népesség
A település népességének változása:
| Lakosok száma | 12 904 | 17 416 | 17 447 | 17 594 |
|               | 2004   | 2017   | 2018   | 2023   |